# Iwar von Lücken
Rudolf Iwar (auch Ivar) von Lücken (* 19. Januar 1874 in Wiesbaden; † 4. Februar 1940 in Paris (falscher Sterbeort:)) war ein deutscher Aristokrat, Lyriker und Bohemien.

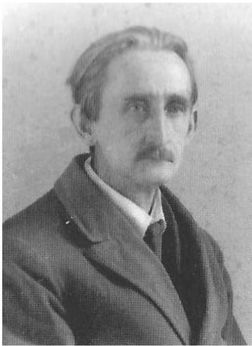
Iwar von Lücken

## Leben
Iwar von Lücken war der Sohn von Rudolf Karl Louis Adolf von Lücken (1841–1923), Spross des alten mecklenburgischen Adelsgeschlechts Lücken. Rudolf heiratete 1870 in der Schweiz die um fast zehn Jahre ältere russische Fürstin Warwara Schtscherbatowa. Das Paar lebte nicht auf dem Lückenschen Familienbesitz Gut Godenswege, sondern im mondäneren Wiesbaden, wo auch die beiden Kinder zur Welt kamen. Die 1872 geborene Nadine wurde Konventualin im Kloster Dobbertin, einem evangelischen adeligen Damenstift.
Der zwei Jahre jüngere Iwar wuchs zweisprachig auf – er sprach Russisch und Deutsch mit baltischem Akzent – und musste, der väterlichen Tradition folgend, trotz seiner unmilitärischen Geisteshaltung von 1884 bis 1891 die Kadettenanstalt von Schloss Oranienstein in Diez bei Koblenz und später jene von Potsdam besuchen. Danach durfte er bis 1893 auf eine Realschule in Dresden und 1897/98 zum Studium der Kameralwissenschaft an die Universität Leipzig. Für sein Leben in den folgenden Jahren bis 1914 fehlen Informationen. „Kunsthistoriker gehen davon aus, dass er sich längere Zeit in den baltischen Provinzen Russlands aufgehalten hat“, bei begüterten Verwandten.
Iwar von Lücken lebte ab 1910 in ärmlichen Verhältnissen in Dresden. Am Ersten Weltkrieg nahm er zwischen 1914 und 1916 als Soldat teil. Vom Militärdienst rettete ihn Albert Ehrenstein, der den Psychiater Fritz Neuberger dazu veranlasste, bei Lücken ein Nervenleiden zu diagnostizieren und ihn in das Nervensanatorium Dr. Teuscher einzuweisen. In dieser im Villenviertel Weißer Hirsch in Dresden gelegenen Anstalt waren zur selben Zeit auch Walter Hasenclever und Oskar Kokoschka als Patienten anwesend. Auf dem 1917/18 entstandenen Gemälde „Die Freunde“ stellte Kokoschka Lücken als einen dieser Freunde dar.
1918 verließ Iwar von Lücken das Sanatorium und zog in den Dresdner Vorort Hellerau. Die russische Revolution mit der Enteignung des mütterlichen Familienbesitzes hatte seine Familie und ihn selbst, der schon länger als deren Schwarzes Schaf gegolten hatte, verarmen lassen. „Lücken stellte nur eine originelle Randfigur, eine zerlumpte Bohemien-Existenz dar. Seine Armut war sprichwörtlich, in Hölderlin-Manier schrieb er Gedichte, die die spießbürgerliche Kleingeisterei pathetisch abführten.“ Er gab Privatunterricht in Spanisch und übersetzte spanische Autoren wie Calderón oder Cervantes. Oskar Kokoschka hatte noch Kontakt zu ihm: „Ein Bohemien, heimatlos geworden durch die Kriegsumstände, in zerschlissenen Kleidern, tauchte er manchmal auf, nahm ein warmes Mahl ein und hinterließ ein Gedicht. Er hatte die Kunst gelernt von nichts zu leben und ein Edelmann zu bleiben.“ Er verkehrte im Kreis der Dresdner Expressionisten und der Dresdner Dada-Gruppe um Otto Dix und Erwin Schulhoff. Bei den Tumulten während der „Dadaistischen Soirée“ am 19. Januar 1920 stellte er sich offen auf die Seite der Dadaisten.

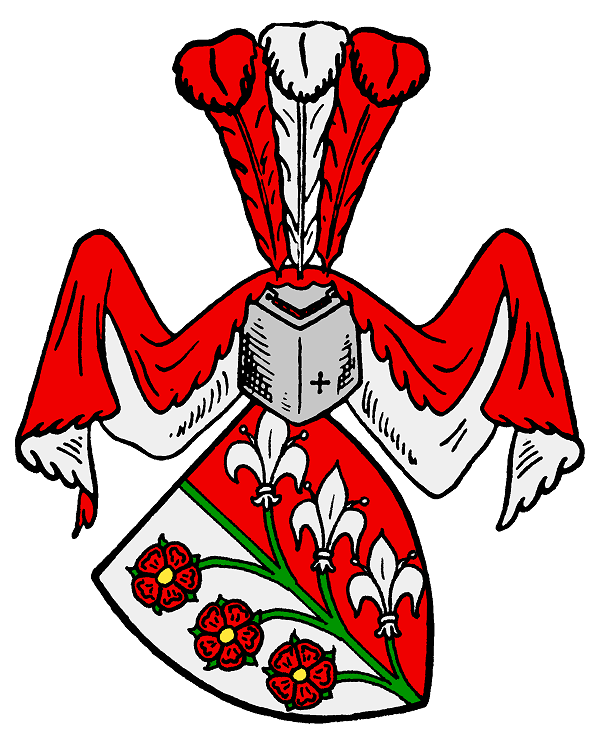
Stammwappen derer von Lücken

Ab Winter 1923/24 fristete Iwar von Lücken seine prekäre Existenz in Berlin, wo er im Romanischen Café und in Künstlerkneipen wie der Änne Menz am Kurfürstendamm verkehrte. Seine Freunde, darunter Igor Strawinsky, Paul Cassirer und Walter Hasenclever, gründeten 1924 eine „Lückengesellschaft“ zu seiner finanziellen Unterstützung. Otto Dix, ein Freund seit den Dresdner Tagen, porträtierte ihn 1926 in seiner tristen Dachkammer als aristokratischen Bettler in korrekter, aber abgeschabter Kleidung.
Lücken konnte einzelne literarische Arbeiten in Zeitschriften wie Die Weltbühne, Der Querschnitt, Menschen oder Zeitschrift für Bücherfreunde veröffentlichen. Den Großteil seiner Schriften und Übersetzungen hat er eigenhändig vernichtet. Albert Ehrenstein schrieb 1924 in einer Zeitschrift, die einige seiner Gedichte veröffentlichte: „Iwar von Lücken ist fünfzig Jahre alt geworden in makelloser Ungedrucktheit, seine Dramen hat er zerrissen, seine Aufsätze hat er verschmissen, er ist ein Original. (…) Zwischen ihm und dem Betrieb, der Industrie des Wortes, liegt eine Welt.“ Als einziges Buch erschien 1928 ein schmaler Band Gedichte in kleiner Auflage, die Lücken handsigniert an seine Freunde und Gastgeber verteilte. Das Buch wurde von Guido K. Brand, Kritiker der Kölnischen Zeitung, mit zwei Jahren Verspätung zur Kenntnis genommen – und prompt verrissen.
Nach Beginn der Zeit des Nationalsozialismus emigrierte Iwar von Lücken 1933 nach Paris, und über seine letzten dort verbrachten Lebensjahre ist wenig bekannt. Er wechselte Briefe mit Berthold Viertel und nahm 1934 an der Gründungsversammlung der Notgemeinschaft der deutschen Wissenschaft und Kunst im Ausland bei Magnus Hirschfeld teil. In einem Brief kündigte er eine Reise nach Griechenland und Smyrna an, die wahrscheinlich nicht stattgefunden hat.
Lücken starb 1940 im Alter von 66 Jahren im 12. Arrondissement von Paris, er wohnte zuletzt in der Rue Broca im 13. Arrondissement.

## Werke

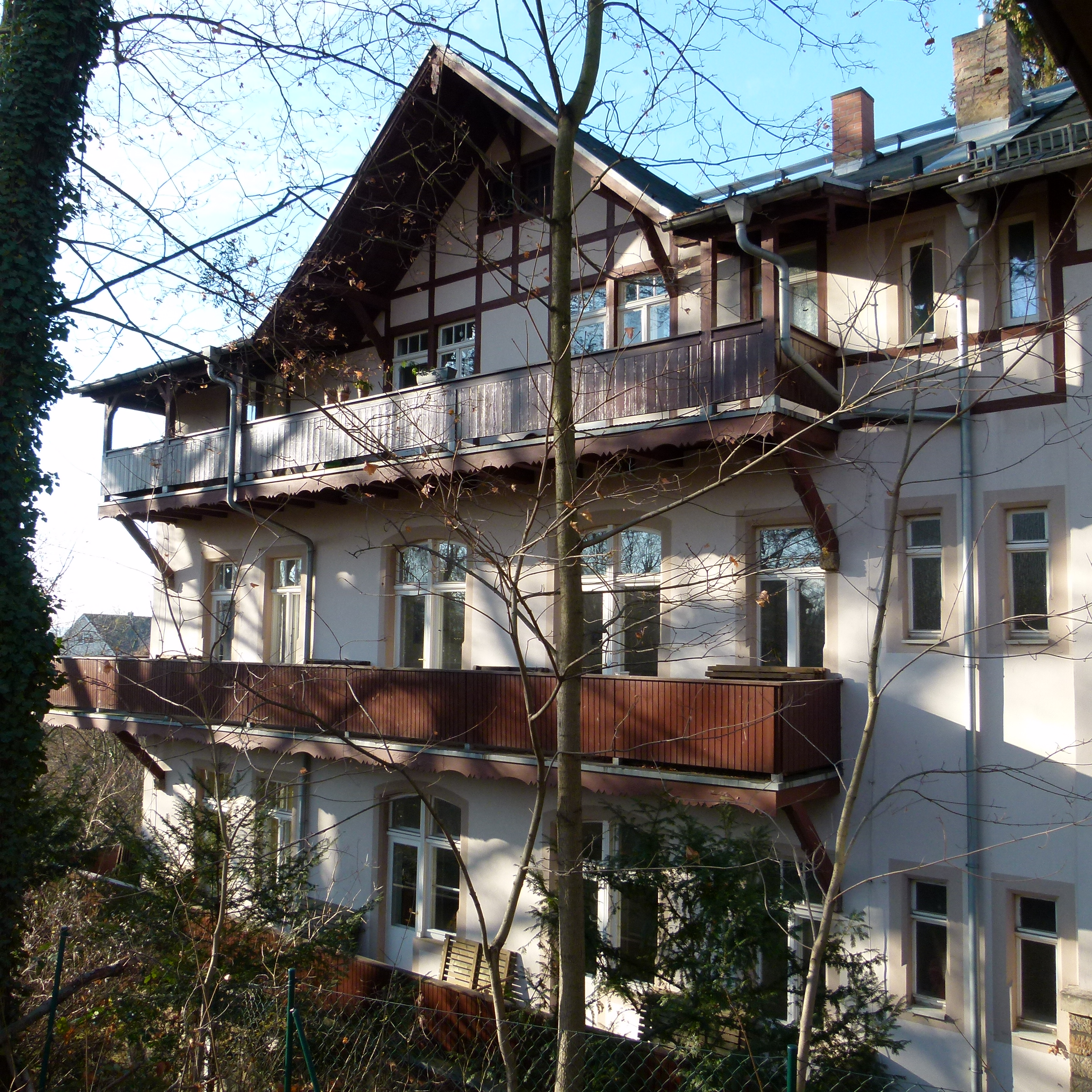
Schweizerhaus, Chopinstraße 8, Dresden. Hier wohnte Iwar von Lücken 1916–1918 als Patient von Teuschers Sanatorium

Iwar von Lücken war Erzähler, Essayist, Kritiker, Dramatiker, Lyriker und Übersetzer aus dem Spanischen. Von all seinen Schriften haben nur circa 40 Gedichte und zwei Prosatexte überlebt. In der Anthologie »Beständig ist das leicht Verletzliche« ist Iwar von Lücken mit zwei Gedichten vertreten:
- Rußland (1924 ?)
- Die versprochene Pelzdecke (vor 1928)

### Sieben Zeilen von Iwar von Lücken
Aus: Rußland
Sanft und gütig seid ihr wie Kinder

wissend in eurer Unwissenheit mehr

als im europäischen Westen wir, die geistig Verarmten.

Wo in den blechernen Metallbüchsen

ein jeder den übrigen Groschen hineinwirft.

Und es schüttelt's dann einer

und rühmt sich des gesammelten Reichtums dann.

### Lyrik
- Gedichte. Mit einem Porträt des Dichters von Oskar Kokoschka. Horen-Verlag, Berlin-Grunewald 1928
  - Neuausgabe: Gedichte. Mit einem Text von Albert Ehrenstein und einer Zeichnung von Otto Dix. (Hrsg. Werner Schauer) Triptychon-Verlag, Pullach im Isartal 2001, ISBN 978-3-935993-01-2.
- Bernd Jentzsch (Hrsg.): Sylvia von Harden – Iwar von Lücken (Gedichte, Bilder, Lebenszeugnisse) (Poesiealbum, Band 152) Chidher-Verlag, Flamersheim 2012.